# Le Plongeon
Pour plus de détails, voir Fiche technique et Distribution.
Le Plongeon (The Swimmer) est un film américain de Frank Perry, sorti en 1968.

## Synopsis
Ned (Burt Lancaster) est un cadre dans la publicité à New York, et vit dans une banlieue aisée, dans le Connecticut. Les premiers plans du film le montrent qui sort, bronzé et athlétique, d'un bois voisin de chez lui, en maillot de bain, et prend part à la fête que donnent de vieux amis au bord d'une piscine. C'est en soignant les suites de leur soirée alcoolisée de leur nuit précédente qu'ils lui offrent un cocktail. Au cours des conversations qui suivent, Ned se rend compte que les piscines de leurs maisons voisines forment jusqu'à chez lui ce qu'il voit comme "une rivière" par laquelle il pourrait rentrer à la nage jusqu'à chez lui, et qu'il appelle du prénom de sa femme, Lucinda. C'est devant eux, perplexes, que Ned plonge dans la piscine et en sort à l'autre bout, entamant ainsi un "voyage de retour" au long duquel il entendra avec étonnement les propos souvent contrastés de ces voisins et amis.

## Résumé detaillé
Ned Merrill plonge dans la piscine d'une jolie maison habitée par de vieux amis. Tandis que les amis discutent de leur soirée arrosée de la veille, Ned observe le ciel bleu et réfléchit à une manière originale de rentrer chez lui pour y retrouver sa femme et ses filles qui ont l'habitude de jouer dans le terrain de tennis situé dans son jardin. Il se rend compte qu'il peut traverser une « rivière », constituée de piscines situées dans les jardins du voisinage. Il baptise le trajet Lucinda du prénom de sa femme et part à l'aventure, abandonnant ses amis.
Il arrive dans la première maison où il est accueilli par des vieux amis qui lui proposent de discuter brièvement autour d'un verre. Ned se retrouve ensuite dans une seconde maison, habitée par une vieille femme. Cette dernière l'accueille très froidement. Pensant qu'elle ne le reconnait pas, Ned lui rappelle qu'il est un ami de son fils. Cette dernière s'en souvient bien mais le réprimande sur le fait qu'il n'ait jamais pris des nouvelles de son fils pendant qu'il était à l'hopital. Il demande alors de ses nouvelles mais comprend très vite au travers d'un long silence que son « ami » est décédé. La mère lui demande de partir et de ne plus jamais revenir.
Ned croise sur le chemin un beau cheval avec qui il joue et arrive dans une nouvelle maison, où il retrouve Julie, une jeune étudiante qui était la babysitter de ses enfants. Il lui explique son plan de parcourir toutes les piscines du voisinage jusqu'à arriver chez lui. Elle accepte de le suivre. Tandis qu'ils marchent tous les deux dans la forêt en direction d'une nouvelle piscine, Julie lui avoue qu'elle était amoureuse de lui quand elle était au collège.
Les 2 nageurs arrivent ensuite dans une nouvelle maison où une petite fête a lieu. Après avoir traversé la piscine et brièvement discuté avec des amis, Ned et Julie continuent leurs chemins où ils tombent sur un parcours de saut à cheval et s'amusent à sauter par-dessus les obstacles. Julie se confie à Ned et lui fait part de situations ou elle a été victime de comportements déplacés de la part d'hommes. Ned lui promet de la protéger à l'avenir mais son comportement un peu trop intime envers Julie la met mal à l'aise et elle s'enfuit.
Ned continue sa traversée de la « rivière » et arrive dans la résidence somptueuse d'un vieux couple nudiste. Aucun des deux n'est particulièrement ravi par sa présence, se rappelant que Ned leur avait demandé de l'argent par le passé. Ils ne sont pas étonnés non plus par l'idée excentrique de Ned et acceptent qu'il nage dans leur piscine. Ned rencontre ensuite sur son chemin un jeune garçon solitaire qui joue de la flute près de la route. Il l'emmène avec lui vers sa prochaine destination. Tous deux arrivent près d'une piscine abandonnée et l'enfant lui confie qu'il ne sait pas nager. Ned essaye de lui apprendre la natation dans la piscine vide en lui demandant d'imaginer qu'elle est remplie d'eau. Une fois la leçon terminée, Ned abandonne aussitôt le garçon qui est attristé de le voir partir. Au moment de partir, Ned se retourne et voit l'enfant jouer sur la planche de la piscine vide. Il le sauve et lui fait ses adieux.
Pendant son trajet, Ned se rend compte que ses relations amicales sont toutes superficielles et que son voisinage est composée de gens riches, snobs et dédaigneux. Il comprend aussi qu'il a oublié beaucoup de choses ces 2 dernières années et que sa vie qui n'est pas aussi paisible qu'il ne pensait l'être.
Ned arrive ensuite vers une maison dans laquelle se déroule une grande fête. Il rencontre une jeune fille pétillante nommée Joan, qui ne le connaît pas. Ned l'invite à se joindre à lui dans son aventure. Joan est intriguée jusqu'à ce que son discours prenne une tournure « fantastique ». Un ami de Joan l'éloigne de lui. Ned plonge bruyamment dans la piscine, ce qui attire l'attention de tous les invités. En émergeant de l'eau, il remarque un chariot à hot-dogs qui lui appartenait autrefois. Ned se dispute avec le propriétaire, qui prétend l'avoir acheté à une vente aux enchères. Le propriétaire le repousse violemment et lui demande de partir.
Ned arrive dans la piscine de Shirley Abbott, une belle femme avec qui il a eu une liaison par le passé. Alors qu'il se remémore le bon temps passé ensemble, Shirley de son côté reste froide et distante, soulignant qu'elle était "l'autre femme" dans la vie de Ned et qu'il ne l'a plus recontactée depuis plusieurs années. Incapables de se réconcilier et se rendant compte du chagrin qu'il a causé, Ned plonge quand même au fond de la piscine de Shirley avant de repartir.
Emotionnellement épuisé, Ned continue son chemin toujours pieds nus et se retrouve à traverser une dangereuse route empruntée par énormément de voitures. Il arrive vers une piscine publique mais le personnel de l'établissement le traite avec beaucoup de mépris. Il traverse difficilement la piscine en évitant la foule de nageurs. En arrivant à l'autre bout, il est accueilli par 2 couples de commerçants du quartier qui lui demandent avec dérision : « Que pensez-vous de notre eau ? » Ils s'étonnent de sa présence dans un lieu fréquenté par la plèbe et lui demandent quand il réglera ses nombreuses factures impayées depuis de nombreuses années. Lorsque certains d'entre eux font des remarques acerbes sur les goûts snobs de sa femme et les récents démêlés de ses filles avec la justice, Ned s'enfuit.
Le ciel s'assombrit au fur et à mesure que Ned approche de sa maison. Sous une averse, Ned rentre chez lui en titubant ; le court de tennis où ses filles étaient censées jouer est en ruine, et sa maison est fermée à clé et déserte, avec plusieurs fenêtres brisées. Angoissé, Ned tente à plusieurs reprises d'ouvrir la porte, avant de se recroqueviller dans l'embrasure sous la pluie torrentielle.

## Fiche technique
- Titre original : The Swimmer
- Titre français : Le Plongeon
- Titres français alternatifs : Un homme à nu, Le Nageur et À la recherche du passé
- Réalisation : Frank Perry, avec la participation non créditée de Sydney Pollack
- Scénario : Eleanor Perry, d'après une nouvelle de John Cheever
- Direction artistique : Peter Dohanos
- Costumes : Anna Hill Johnstone
- Photographie : David L. Quaid
- Son : Willard W. Goodman
- Montage : Sidney Katz, Carl Lerner et Pat Somerset
- Musique : Marvin Hamlisch
- Production : Roger Lewis, Frank Perry
- Sociétés de production : Columbia Pictures, Horizon Pictures, Dover Productions
- Société de distribution : Columbia Pictures
- Pays de production : États-Unis
- Langue : anglais
- Format : Couleurs - 35 mm - 1,85:1 - Mono
- Genre : drame
- Durée : 94 minutes
- Dates de sortie :
  - États-Unis : 15 mai 1968
  - France : 18 septembre 1968

## Distribution
- Burt Lancaster : Ned Merrill
- Janet Landgard : Julie Ann Hooper
- Janice Rule : Shirley Abbott
- Tony Bickley : Donald Westerhazy
- Marge Champion : Peggy Forsburgh
- House Jameson : Chester Halloran
- Nancy Cushman : Mrs. Halloran
- Bernie Hamilton : le chauffeur d'Halloran
- Bill Fiore : Howie Hunsacker
- David Garfield : Ticket Seller
- Kim Hunter : Betty Graham
- Rose Gregorio : Sylvia Finney
- Charles Drake : Howard Graham
- Jimmy Joyce : Jack Finney
- Michael Kearney : Kevin Gilmartin Jr.
- Richard McMurray : Stu Forsburgh
- Jan Miner : Lillian Hunsacker
- Diana Muldaur : Cynthia
- Keri Oleson : Vernon Hooper
- Joan Rivers : Joan
- Cornelia Otis Skinner : Mrs. Hammar
- Dolph Sweet : Henry Biswanger
- Louise Troy (en) : Grace Biswanger
- Diana Van der Vlis (en) : Helen Westerhazy
- Lisa Daniels : la mère de famille chez les Biswanger

## Production
Le film est inspiré d'une nouvelle de John Cheever, The Swimmer, publiée dans The New Yorker le 18 juillet 1964, puis, plus tard la même année, dans un recueil : The Brigadier and the Golf Widow.
Le film a été terminé par Sydney Pollack (qui n'a pas été crédité au générique avant sa ressortie en 2010), en raison du départ de Frank Perry provoqué par un différend artistique. Sydney Pollack a notamment retourné la séquence entre Burt Lancaster et le personnage de son ancienne maîtresse, jouée par Janice Rule qui a remplacé Barbara Loden, initialement prévue.

## Commentaire
Le film est une critique, intimiste et vertigineuse, de la vanité du rêve américain[réf. nécessaire].